# Наве, Яир
Яи́р Наве́ (ивр. יאיר נוה‎; род. 5 сентября 1957, Гедера, Израиль) — генерал-майор запаса Армии обороны Израиля; в последней должности: заместитель начальника Генерального штаба армии (с ноября 2010 по январь 2013 года).
В прошлом, помимо прочего, Командующий Командованием тыла Израиля (2003—2005), Командующий Центральным военным округом (2005—2007).

## Биография
Яир Наве, урождённый Манхайм (ивр. מנהיים‎), родился 5 сентября 1957 года в Гедере, Израиль, и вырос в Бней-Браке. 
Окончил иешиву «Нетив Меир» (ивр. ישיבת נתיב מאיר‎) движения «Бней Акива» в так называемом «классе генералов»: одноклассниками Наве были будущие генерал-майоры Ишай Бер и Элазар Штерн, а также будущие бригадные генералы Рафи Перец и Шуки Шихрур. В юности был вожатым в движении «Бней Акива».

### Военная карьера
В феврале 1975 года Наве был призван на службу в Армию обороны Израиля. Начал службу в миномётном взводе 12-го батальона бригады «Голани» и по окончании курса командиров отделений был назначен сержантом особого взвода роты огневой поддержки (ивр. פלוגה מסייעת‎) бригады.
Окончив офицерские курсы в начале 1976 года, Наве вернулся во вспомогательную роту, в которой исполнял должности командира особого взвода (в этот период на вооружение данного взвода был поставлен переносной противотанковый ракетный комплекс «M47 Dragon»), заместителя командира роты и затем командира роты (в последней должности участвовал в операции «Литани» в боях за Тель-Акуш и Тель-Дахур в Ливане).
Затем вышел в полугодовой отпуск, по окончании которого был назначен командиром инженерной роты бригады «Голани». В этой должности, которую исполнял около полутора лет, участвовал совместно с разведротой бригады в многочисленных операциях на территории Ливана. Затем в течение полугода находился с миссией в ЮАР, после чего был назначен заместителем командира 13-го батальона бригады.
Через год Наве вышел в отпуск в связи с женитьбой, однако был вынужден отменить отпуск через два дня после свадьбы из-за начала Ливанской войны и ранения трёх командиров рот 51-го батальона бригады. Наве принял должность командира 2-й роты 51-го батальона и под прямым командованием заместителя командира бригады вёл свою роту в боях в Кафр-Хуне и Хамдуне. Затем, при вводе войск в Бейрут, возглавил роту 12-го батальона, разместившуюся на входе в район Аль-Авзай на окраине Бейрута.

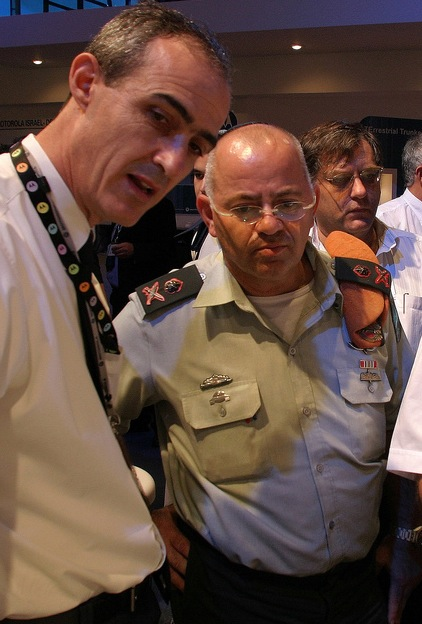
Наве на посту Командующего Командованием тыла

По окончании войны окончил учёбу в Командно-штабном колледже Армии обороны Израиля и временно исполнял должность заместителя командира учебной базы бригады «Голани», а затем был назначен командиром 13-го батальона бригады, действовавшего в тот период в районе городов Сайда и Эн-Набатия в Ливане. В 1986 году батальон Наве остался последним подразделением Армии обороны Израиля, вместе с единственной бронетанковой ротой оставшимся в районе реки Эль-Авали на подступах к городу Сайда после вывода израильских войск к реке Эль-Литани; по свидетельству Наве в ходе одного из боёв в этом районе бойцам батальона под командованием Наве удалось уничтожить 17 палестинских боевиков и взять в плен ещё 7 палестинских боевиков.
Затем в течение года командовал пехотным батальоном в рамках Офицерской школы, после чего вернулся в бригаду и возглавил батальон учебной базы бригады.
В 1987 году Наве был повышен в звании до полковника и назначен одновременно на должности командира резервной пехотной бригады «Негев» и главы департамента пехотной и десантной доктрины Командования сухопутных войск армии. В 1989 году возглавил бригаду «Хирам» в составе территориальной дивизии «Ха-Галиль».
В 1991 году Наве был назначен командиром бригады «Голани», исполнял эту должность до лета 1993 года. Затем вышел на учёбу в Колледже национальной безопасности Армии обороны Израиля и летом 1994 года был назначен главой департамента техники безопасности Командования сухопутных войск.
В 1996 году стал Главным офицером пехотных и десантных войск (ивр. קחצ"ר‎), с сентября 1999 года по 2000 год возглавлял территориальную дивизию сектора Газа, а затем, с 8 июля 2002 по 2003 год, был главой штаба (ивр. רמ"ט‎) Командования сухопутных войск.
В 2003 году был повышен в звании до генерал-майора и назначен Командующим Командованием тыла Израиля.

### На посту Командующего Центральным военным округом
30 марта 2005 года Наве вступил на должность Командующего Центральным военным округом, сменив на посту генерал-майора Моше Каплински.
Заслугой Наве на этом посту стало значительное снижение уровня террора, исходящего с Западного берега реки Иордан; при этом правозащитные организации не раз обвиняли Наве в излишней жёсткости мер по борьбе с террором, как то значительное ограничение свободы передвижения палестинского населения.
Так как должность Командующего Центральным военным округом включает в себя военную и гражданскую ответственность за деятельность израильских органов на Западном берегу реки Иордан, Наве неоднократно приходилось заниматься вопросами еврейской поселенческой деятельности в этом регионе, исполняя директивы высшего командования и правительства в данном отношении. Помимо прочего, Наве командовал войсками во время исполнения «Плана одностороннего размежевания» в Северной Самарии. Высказывалось мнение, что решение назначить Наве, религиозного иудея, на пост Командующего Центральным военным округом в преддверии исполнения «Плана размежевания» было вызвано желанием премьер-министра Ариэля Шарона ослабить борьбу поселенцев сектора Газа и Западного берега реки Иордан против этого плана. Также Наве командовал операцией по сносу незаконных зданий в поселении Амона, вызвавшей ожесточённое противостояние между израильскими силами безопасности и еврейскими поселенцами.
Деятельность Наве (выходца из национально-религиозного лагеря, в идеологию которого входит развитие поселенческой деятельности и к которому принадлежит значительное число поселенцев) на этом поприще вызывала резкую критику со стороны многих поселенцев, расценивавших готовность Наве действовать против поселенцев как предательство с его стороны. Возле дома Наве в Гиват-Шмуэле неоднократно проходили акции протеста, в особенности после постановления Наве о выдаче административных ордеров, ограничивающих движение некоторых активистов борьбы с эвакуацией незаконных еврейских поселений на Западном берегу реки Иордан.
Широкий общественный резонанс вызвал призыв экстремально настроенных раввинов, объявивших Наве «доносчиком» («мосе́р»), достойным смерти за свои действия против евреев, и к Наве были приставлены телохранители службы безопасности «Шабак».
В феврале 2006 года Наве был вынужден извиниться из-за дипломатического инцидента, вызванного замечанием Наве в ходе публичной лекции, когда он отметил, что в связи с растущими исламистскими настроениями политический режим Иордании находится в опасности, и Абдалла II весьма может оказаться последним королём Хашимитской династии в Иордании.
3 июня 2007 года Наве передал командование округом генерал-майору Гади Шамни и вышел в отпуск накануне выхода в запас из армии.
В 2010 году имя Наве упоминалось в связи со скандалом, связанным с арестом Анат Камм, израильской журналистки, проходившей срочную службу секретаршей Наве в его штабе в Центральном военном округе, обвинённой в передаче в прессу секретных армейских материалов, скопированных ею в штабе за время службы.

### Выход в запас и возобновление военной карьеры

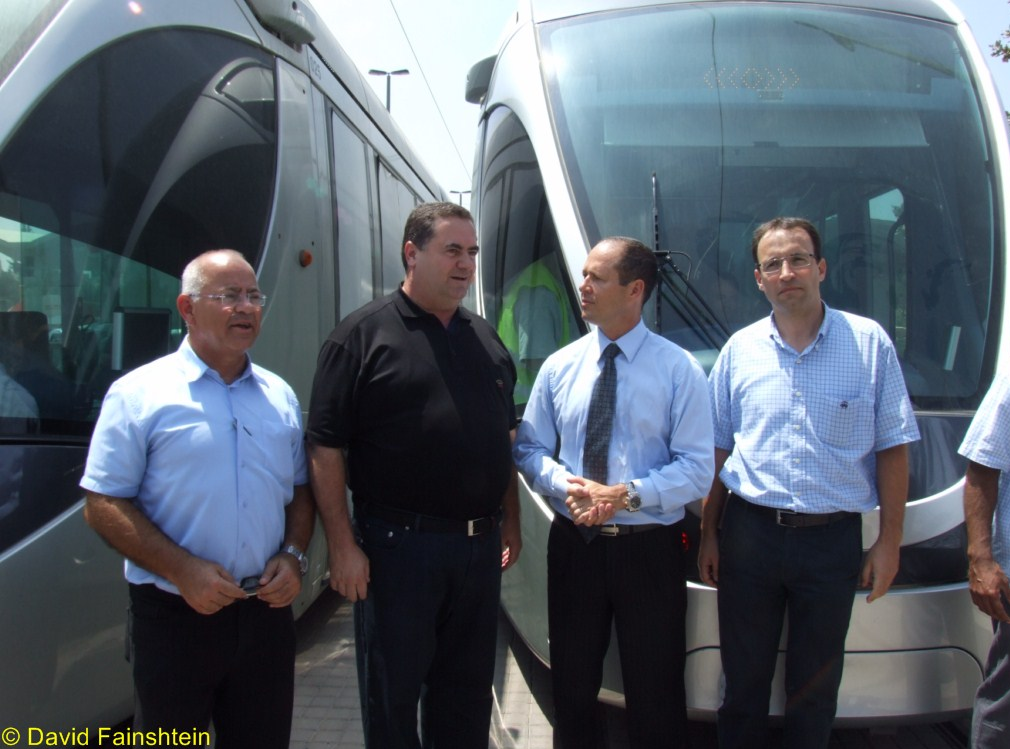
Наве (слева) во время первой пробной поездки иерусалимского трамвая

После выхода в запас Яир Наве начал работать в августе 2007 года старшим заместителем генерального директора (главой индийского отделения) израильской строительной компании «Азорим», а в 2008 году стал генеральным директором компании «Ситипасс», ответственной за строительство и эксплуатацию первой скоростной трамвайной линии в Иерусалиме.
10 октября 2010 года было опубликовано, что в соответствии с предложением министра обороны Эхуда Барака Наве вернётся на службу в Армии обороны Израиля и будет назначен заместителем Начальника Генерального штаба армии. 25 ноября 2010 года Наве вступил на должность заместителя Начальника Генштаба, сменив на посту генерал-майора Бени Ганца.
Вследствие решения об отмене назначения генерал-майора Йоава Галанта на пост Начальника Генштаба в феврале 2011 года сообщалось, что Наве временно (в течение двухмесячного периода) возглавит Генштаб по истечении каденции Начальника Генштаба Габи Ашкенази, однако в дальнейшем было решено ускорить выбор постоянного Начальника Генштаба до ухода Ашкенази.
14 января 2013 года Наве передал пост заместителя Начальника Генштаба генерал-майору Гади Айзенкоту и вышел в отпуск в ожидании решения о рассмотрении его кандидатуры в качестве преемника Начальника Генштаба армии. В ходе отпуска курировал ряд армейских проектов и был приглашённым исследователем в Институте исследования национальной безопасности (INSS) Тель-Авивского университета.
После выхода Наве в отпуск министр обороны Моше Яалон планировал назначить Наве на пост председателя корпорации Israel Military Industries, однако в мае 2013 года комиссия по проверке назначений в государственных корпорациях отклонила кандидатуру Наве в свете конфликта интересов, связанного с назначением действующего офицера армии на этот пост.
29 ноября 2014 года министр обороны Моше Яалон объявил о решении назначить на пост Начальника Генштаба генерал-майора Гади Айзенкота, чем было обозначено и завершение военной службы Наве.

### После окончательного выхода в запас
В 2015 году Наве был председателем совета директоров израильской компании UVision Air Ltd, занимающейся разработкой, производством и продажей барражирующих боеприпасов.
В 2018 году Наве был назначен израильской компанией Elbit Systems главным координатором проекта по переносу производственных мощностей компании Israel Military Industries, приобретённой компанией Elbit Systems, из Рамат-ха-Шарона в Рамат-Бека в пустыне Негев.

### Образование и личная жизнь
За время службы Наве получил степень бакалавра Хайфского университета (в области истории и политологии), магистра Хайфского университета (в области политологии и исследования Ближнего Востока) и магистра делового администрирования Тель-Авивского университета. Также окончил учёбу в Колледже национальной безопасности (с отличием) и в Командно-штабном колледже Армии обороны Израиля.
Проживает в Зихрон-Яакове, куда переехал из Гиват-Шмуэля вследствие многочисленных актов протеста около его дома в Гиват-Шмуэле в период его службы на посту Командующего Центральным военным округом. 
Женат, отец четверых детей. В июле 2006 года сын Наве, Шай, боец батальона «Харув» бригады «Кфир», получил ранение средней тяжести во время деятельности батальона в городе Наблус.

## Публикации
- אלוף מיל' יאיר נוה ציד בצידון במחנה, 21.5.10 (Генерал-майор запаса Яир Наве, «Охота в Сайде»), «Ба-махане» (21.5.10), копия на сайте fresh.co.il (Архивная копия от 5 июля 2020 на Wayback Machine) (иврит)
- יאיר נוה הרתעה נגד שחקנים לא-מדינתיים — מחשבות בעקבות צוק איתן המכון למחקרי ביטחון לאומי, מבט על, גיליון 663, 11.2.15 (Яир Наве, «Сдерживание игроков, не придерживающихся принципа пропорциональности — мысли вследствие операции „Нерушимая скала“», INSS Insight No. 663 (11.2.15)) (иврит) (также перевод на английский)